# Östra Torsås distrikt
Östra Torsås distrikt är ett distrikt i Växjö kommun och Kronobergs län. Distriktet ligger sydost om Växjö. 

## Tidigare administrativ tillhörighet
Distriktet inrättades 2016 och utgörs av socknen Östra Torsås i Växjö kommun.
Området motsvarar den omfattning Östra Torsås församling hade 1999/2000.